# アカプルコ
アカプルコ（スペイン語: Acapulco, ナワ語群: Acapolco）は、メキシコ合衆国の太平洋岸のゲレーロ州にあるリゾート都市。正式名称はアカプルコ・デ・フアレス（西: Acapulco de Juárez, スペイン語発音: [akaˈpulko ðe ˈxwaɾes]）。

## 概要

### リゾート

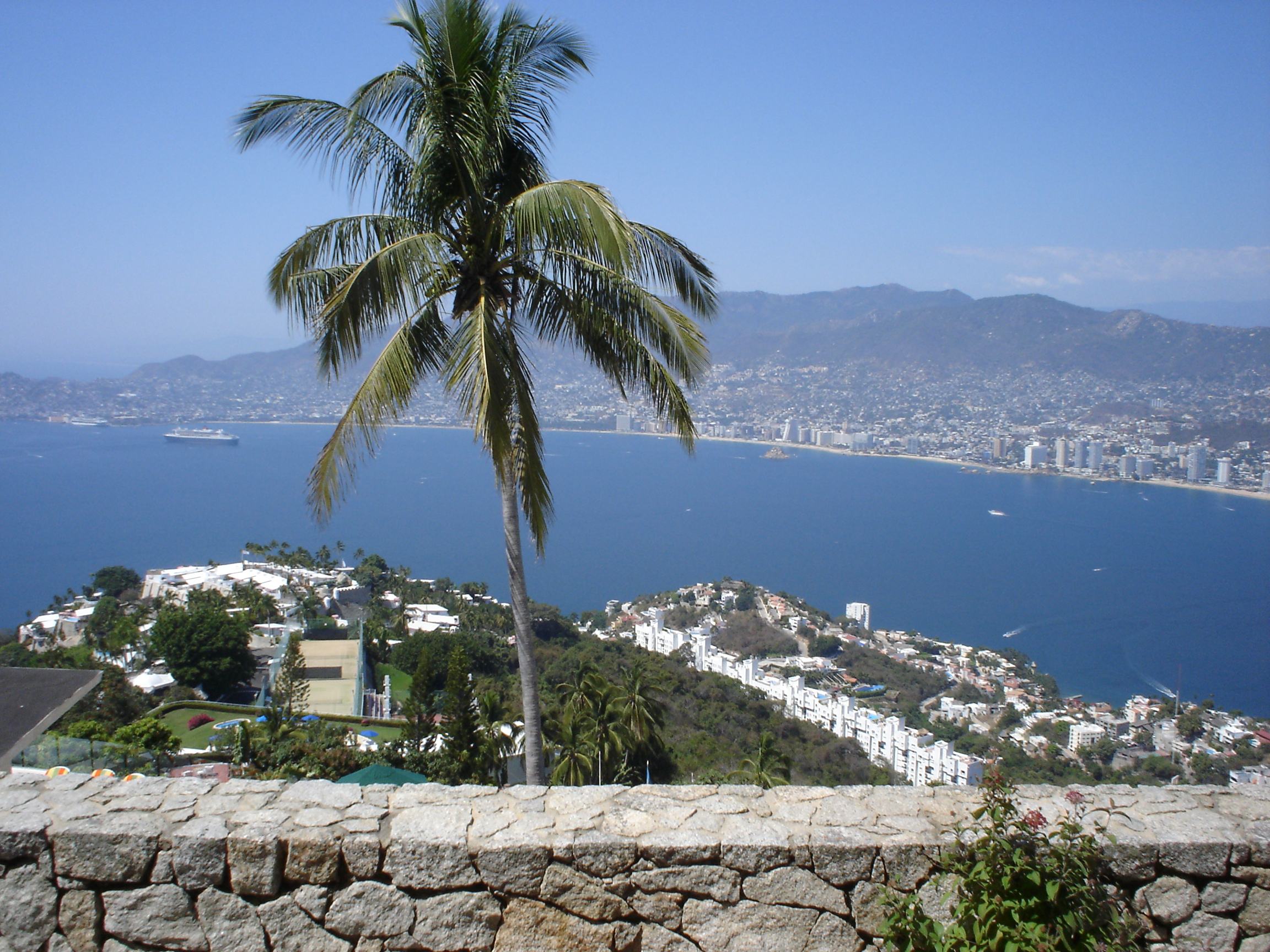
アカプルコ

首都メキシコシティから南西に約380キロの太平洋岸に位置する。人口は約65万人（2020年）。16世紀にマニラ・ガレオンの拠点として開港した港町である。海岸沿いに大規模なリゾートホテルや豪華な別荘が立ち並ぶ。
1963年のエルヴィス・プレスリーが主演した映画「アカプルコの海 (Fun In Acapulco)」の舞台としても取り上げられ、他にも、その風光明媚な土地柄から多数の映画のロケ地となった。1968年メキシコシティオリンピックのヨット競技が、アカプルコで開催された。
2000年以降、麻薬カルテルによる治安の悪化が顕著となり外国からの観光客は減少傾向にある。

### 貿易港
アカプルコ - マニラ航路は最古の太平洋定期航路であり、現在でも太平洋側のメキシコ有数の貿易港としても栄えている。古くから首都のメキシコシティの外港をベラクルスとともに担ってきた。スペイン統治時代の1609年（慶長14年）にフィリピン総督 ドン・ロドリゴ一行が、マニラからアカプルコへ向かう航海中台風に遭い房総半島の御宿海岸で遭難し地元民に救出されたことがあり、その後、1613年（慶長19年）にはローマへ向かう伊達藩士、支倉常長一行が経由地として訪れるなど、日本とも縁が深い場所で、千葉県御宿町 や宮城県仙台市 の姉妹都市である。

## 歴史

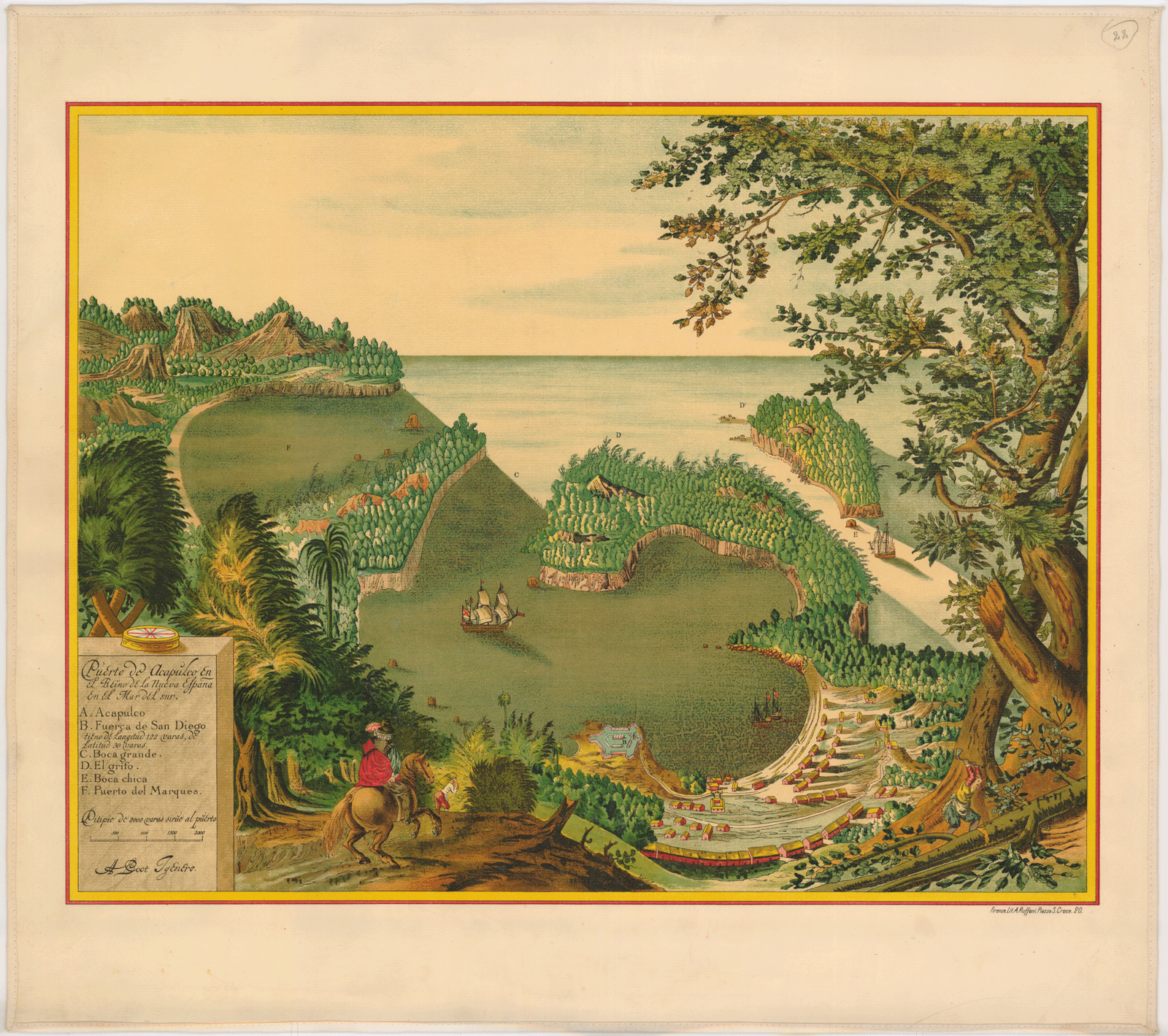
アカプルコ港（1628年）

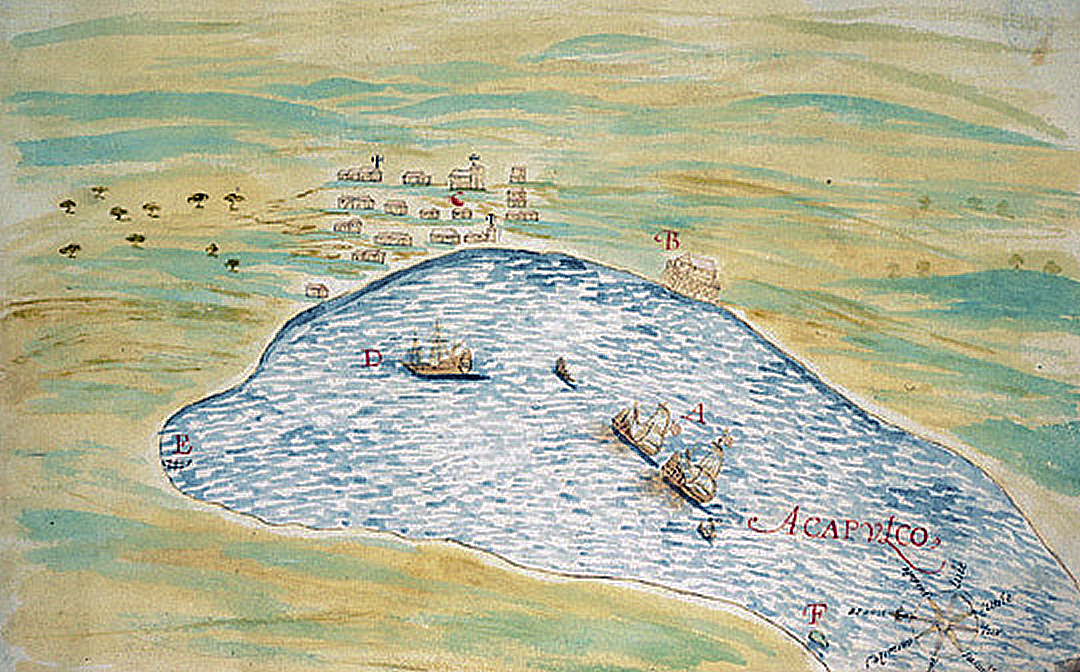
スペインで1632年に刊行された本に描かれたアカプルコ湾。図中のDの船は1614年-15年に停泊していたサン・ファン・バウティスタ号でないかと見られている。

8世紀までに、アカプルコ一帯に小規模な文化が存在していた。一帯は最初オルメカ人によって、スペイン支配の前の期間には他の複数の部族によって支配されていた。アカプルコ湾には、Playa LargaとEl Guitarrónとして知られている丘の上に、2つのオルメカ人居住地が存在していた。オルメカ人の影響で、小さく散らばっていた村がより大きな集合となり、祭儀の中心地を建設した。後には、テオティワカンの影響により、村からクエルナバカやチルパンシンゴを経由する道路が建設された。そしてマヤ人の影響が、テワンテペク地峡からオアハカを通じて伝えられた。アカプルコの歴史は、特にPlaya Hornos, Pie de la Cuesta, Tambucoで発見された考古学的な埋葬品から知ることができる。11世紀に、ナワトル人やコイサス人 (Coixas) の新しい移住者がやって来た。これらの人々は、アステカ人の祖先であった。アカプルコはアウィツォトル王の統治時代の1486年に、正式にアステカ帝国の一部となった。この地は、Tepecuacuilcoという名前の属州の一部であったが、ほとんど統治の組織化はされていなかった。
アカプルコ湾がどのようにヨーロッパ人に発見されたかについては、2つの説がある。1つ目は、スペインによる征服の2年後、エルナン・コルテスが金を発見するために遠征隊を送ったと言う説である。1523年以降、遠征隊はこの地域を征圧し、コルテスによってサアベドラ・イ・セロン (Saavedra Cerón) が一帯に居住区を設立する承認を与えられた。もう一方の説は、サンチアゴ・ゲバラ (Santiago Guevara) を船長とするエル・タパチェ・サンチアゴ (El Tepache Santiago) 号という名の小型の船によって、1526年12月13日に発見されたという説である。エンコミエンダ制は1525年最初に近代のアカプルコ自治体の一部であるCacahuatepecで設立した。 1531年、ファン・ロドリゲス・デ・ビジャフエルテ (Juan Rodriguez de Villafuerte) のような多くのスペイン人がオアハカ海岸を離れ、アカプルコが位置する場所にビジャフエルテの村を設立した。ビジャフエルテは、原住民を征圧することができず、結果としてクアウテペック (Cuautepec) 地区でヨパ (Yopa) 反乱が起きた。コルテスは原住民と交渉して譲歩を与えるために、バスコ・ポルケーヨ (Vasco Porcayo) を送らざるを得なかった。アカプルコ地方はエンコミエンダ制となり、ロドリゲス・デ・ビジャフエルテは税をカカオ、絹、トウモロコシの形で徴収した。
1530年代までに、コルテスはアカプルコを主要港として創設し、1531年までにメキシコシティと港との間の最初の主要道を建設した。マルケスとい名の埠頭が、ブルジャ・ポイントとダイアモンド・ポイントの間に建設された。その後すぐ、この地域に町 (Alcadia) が造られた。
極東でのスペイン貿易により、アカプルコはヌエバ・エスパーニャ経済において重要な役割を与えられた。1550年までに、アジアからのガレオン船がアカプルコに到着し始め、町がヨーロッパ人移住地の恒久的な基地となるように、その年にスペイン人の30家族がメキシコシティから送られた。フィリピンとの直接貿易により、スペインにとってアカプルコはベラクルスに次いで重要な港となった。貿易は毎年マニラ・ガレオンで集中的に行われた。マニラ・ガレオンがヌエバ・エスパーニャとヨーロッパ、アジアの間でのすべてのやり取りを結びつけた。1573年、アカプルコ港はマニラ貿易の専売権を認められた。
16世紀中頃から19世紀初期の間、マニラ・ガレオンは毎年 行き来した。ヌエバ・エスパーニャに運ばれる豪華な金品は、フランシス・ドレーク、ヘンリー・モーガン、トーマス・キャヴェンディッシュらのイギリスやオランダの海賊の関心を引き付けた。彼らはガレオン船を「黒い船 (The Black Ship)」と呼んだ。港と来る船の積荷を守るため、サンディエゴ城壁が建設された。城壁があるにもかかわらず、1615年オランダ船団がアカプルコに侵攻し、立ち去る前に町や城壁の多くを破壊した。1776年に地震により城壁は崩壊し、1783年に再建された。
19世紀の始め、スペイン王カルロス4世がアカプルコの市制 (Ciudad Oficial) を宣言し、スペイン王にとって必要不可欠な場所となった。しかし直後に、メキシコ独立戦争が勃発した。1810年、ホセ・マリア・モレーロス (José María Morelos y Pavón) が、王党派の指揮官であったフランシスコ・パレス (Francisco Parés) をトレス・パロスの戦い (Battle of Tres Palos) で破った後に、アカプルコを攻撃し、町を焼き払った。1821年のメキシコの独立により、マニラ・ガレオンの往来が途絶えた。19世紀中頃にカリフォルニアで起きたゴールドラッシュの間、パナマからの往来の船がアカプルコに寄航し、港としての重要性が回復した。
1873年にベラクルスとメキシコシティを結ぶ鉄道が開通し、続いてアカプルコまで延伸する工事が始められた。完成すればメキシコ初の大陸横断鉄道になる筈だったが、山岳地帯のため建設は難航し計画は途中で放棄された。代わりにテワンテペク地峡を横断する鉄道が建設された。

## 交通
アカプルコ・アルバレス国際空港が市街地の25km南に立地している。国内の主要都市と連絡している。国際線はアメリカ、カナダ便があるが季節運航である。
有料の高速道路でメキシコシティと結ばれており、高速バスが運行している。所要時間は約5時間。
アカプルコ港にはクルーズ船のターミナルがある。鉄道がないため貿易港としての地位は低下している。現在はマンサニージョやエンセナーダ、サリナ・クルスが太平洋側の主要貿易港である。

## 気候
フィリピンのマニラと同じくらいの緯度にある。熱帯サバナ気候に属し、雨季と乾季がはっきりしている。低地にあるため気温は高い。
| アカプルコ (1951-2010)の気候           | アカプルコ (1951-2010)の気候 | アカプルコ (1951-2010)の気候 | アカプルコ (1951-2010)の気候 | アカプルコ (1951-2010)の気候 | アカプルコ (1951-2010)の気候 | アカプルコ (1951-2010)の気候 | アカプルコ (1951-2010)の気候 | アカプルコ (1951-2010)の気候 | アカプルコ (1951-2010)の気候 | アカプルコ (1951-2010)の気候 | アカプルコ (1951-2010)の気候 | アカプルコ (1951-2010)の気候 | アカプルコ (1951-2010)の気候 |
| 月                                     | 1月                          | 2月                          | 3月                          | 4月                          | 5月                          | 6月                          | 7月                          | 8月                          | 9月                          | 10月                         | 11月                         | 12月                         | 年                           |
| -------------------------------------- | ---------------------------- | ---------------------------- | ---------------------------- | ---------------------------- | ---------------------------- | ---------------------------- | ---------------------------- | ---------------------------- | ---------------------------- | ---------------------------- | ---------------------------- | ---------------------------- | ---------------------------- |
| 最高気温記録 °C （°F）                 | 39.5 (103.1)                 | 35.5 (95.9)                  | 35.5 (95.9)                  | 37.0 (98.6)                  | 38.0 (100.4)                 | 36.0 (96.8)                  | 37.5 (99.5)                  | 37.5 (99.5)                  | 36.0 (96.8)                  | 36.0 (96.8)                  | 35.5 (95.9)                  | 36.5 (97.7)                  | 39.5 (103.1)                 |
| 平均最高気温 °C （°F）                 | 30.4 (86.7)                  | 30.5 (86.9)                  | 30.4 (86.7)                  | 30.8 (87.4)                  | 31.6 (88.9)                  | 31.9 (89.4)                  | 32.3 (90.1)                  | 32.3 (90.1)                  | 31.6 (88.9)                  | 31.7 (89.1)                  | 31.5 (88.7)                  | 31.0 (87.8)                  | 31.3 (88.3)                  |
| 日平均気温 °C （°F）                   | 26.8 (80.2)                  | 27.0 (80.6)                  | 26.9 (80.4)                  | 27.4 (81.3)                  | 28.4 (83.1)                  | 28.5 (83.3)                  | 28.7 (83.7)                  | 28.7 (83.7)                  | 28.2 (82.8)                  | 28.4 (83.1)                  | 28.2 (82.8)                  | 27.5 (81.5)                  | 27.89 (82.21)                |
| 平均最低気温 °C （°F）                 | 23.3 (73.9)                  | 23.5 (74.3)                  | 23.5 (74.3)                  | 24.0 (75.2)                  | 25.1 (77.2)                  | 25.2 (77.4)                  | 25.1 (77.2)                  | 25.1 (77.2)                  | 24.7 (76.5)                  | 25.1 (77.2)                  | 24.8 (76.6)                  | 24.1 (75.4)                  | 24.5 (76.1)                  |
| 最低気温記録 °C （°F）                 | 18.5 (65.3)                  | 20.0 (68)                    | 17.0 (62.6)                  | 16.0 (60.8)                  | 19.0 (66.2)                  | 18.0 (64.4)                  | 19.0 (66.2)                  | 19.0 (66.2)                  | 20.5 (68.9)                  | 16.0 (60.8)                  | 20.0 (68)                    | 20.0 (68)                    | 16 (60.8)                    |
| 降水量 mm （inch）                     | 15.2 (0.598)                 | 3.3 (0.13)                   | 2.3 (0.091)                  | 3.3 (0.13)                   | 26.8 (1.055)                 | 265.9 (10.469)               | 244.6 (9.63)                 | 286.8 (11.291)               | 304.0 (11.969)               | 139.5 (5.492)                | 21.0 (0.827)                 | 11.4 (0.449)                 | 1,324.1 (52.13)              |
| 平均降水日数 （≥0.1 mm）               | 1.1                          | 0.4                          | 0.3                          | 0.2                          | 2.6                          | 12.5                         | 12.3                         | 13.3                         | 14.3                         | 7.9                          | 1.8                          | 0.9                          | 67.6                         |
| 平均月間日照時間                       | 272.8                        | 251.4                        | 288.3                        | 273.0                        | 251.1                        | 207.0                        | 223.2                        | 229.4                        | 195.0                        | 244.9                        | 258.0                        | 254.2                        | 2,948.3                      |
| 出典1：Servicio Meteorologico Nacional |                              |                              |                              |                              |                              |                              |                              |                              |                              |                              |                              |                              |                              |
| 出典2：Hong Kong Observatory (日照).   |                              |                              |                              |                              |                              |                              |                              |                              |                              |                              |                              |                              |                              |

## 題材にした作品

### 映画
- 『アカプルコの海（Fun In Acapulco）』（1963年/アメリカ・パラマウント映画作品）：エルヴィス・プレスリー主演
- 『アカプルコの出来事』（1965年/アメリカ）：ラナ・ターナー、クリフ・ロバートソン主演
- 『クレージーメキシコ大作戦』（1968年/東宝、渡辺プロ）:クレージーキャッツ主演
- 『サンバーン（Sunburn）』（1979年/アメリカ）：ファラ・フォーセット主演
- 『ガンズ・アンド・ストレンジャー（El Gringo）』（2012年/アメリカ）：スコット・アドキンス主演

### 音楽
- 松任谷由実「Holiday in Acapulco」（「ALARM à la mode」に収録）
- The Real Group「Acapella in Acapulco」（「Unreal!」に収録）
- ジェイソン・デルーロ 「Acapulco」 (「Acapulco」に収録)

## 治安
アカプルコに限った話ではないが、メキシコ国内では2000年代に入ると麻薬がらみの犯罪や抗争が爆発的に増え、アカプルコにも余波が押し寄せている。2011年1月8日には、ショッピングセンター脇の路上で頭部を切断された15遺体が見つかる事件があり、これも麻薬がらみの犯罪と考えられている。
メキシコのシンクタンクが発表している、2012年の主要都市別の殺人事件発生率では、10万人当たり143人となり世界2位を記録している。

## 出身者
- ホルヘ・カンポス - サッカー選手
- タニア・デ・ルルデス・ディアス・アルバレス - 女子プロレスラー